# Княжая (станция)
Кня́жая — железнодорожная станция Мурманского региона Октябрьской железной дороги, расположенная на 332 км от Мурманска на участке Лоухи — Кандалакша железнодорожной линии Санкт-Петербург — Мурманск. Была открыта в 1918 году, название дано по ближайшему, на тот момент, населённому пункту Княжая Губа.
С 1952 года расположена в черте посёлка городского типа Зеленоборский. Имеет здание вокзала, поста ЭЦ, помещения связи и котельной. Зал ожидания работает круглосуточно. Имеет 5 основных путей и ещё один дополнительный, для погрузки. На станции останавливаются все пассажирские и пригородные поезда.
18 декабря 2024 года на станции столкнулись скорый № 11/12 «Мурманск — Санкт-Петербург» и грузовой (с рудой) поезда; два человека погибли, более тридцати пострадали.
| Пригородное сообщение по станции | Пригородное сообщение по станции |
| № поезда                         | Маршрут движения                 |
| -------------------------------- | -------------------------------- |
| 6673                             | Кандалакша — Лоухи               |
| 6674                             | Лоухи — Кандалакша               |

| Круглогодичное обращение поездов | Круглогодичное обращение поездов | Круглогодичное обращение поездов | Круглогодичное обращение поездов |
| № поезда                         | Маршрут движения                 | № поезда                         | Маршрут движения                 |
| -------------------------------- | -------------------------------- | -------------------------------- | -------------------------------- |
| 15 «Арктика»                     | Мурманск — Москва                | 16 «Арктика»                     | Москва — Мурманск                |
| 21                               | Мурманск — Санкт-Петербург       | 22                               | Санкт-Петербург — Мурманск       |
| 65                               | Мурманск — Минск                 | 66                               | Минск — Мурманск                 |
| 143                              | Мурманск — Смоленск              | 144                              | Смоленск — Мурманск              |

| Сезонное обращение поездов | Сезонное обращение поездов | Сезонное обращение поездов | Сезонное обращение поездов |
| № поезда                   | Маршрут движения           | № поезда                   | Маршрут движения           |
| -------------------------- | -------------------------- | -------------------------- | -------------------------- |
| 91                         | Мурманск — Москва          | 92                         | Москва — Мурманск          |
| 225                        | Мурманск — Адлер           | 226                        | Адлер — Мурманск           |
| 241                        | Мурманск — Москва          | 242                        | Москва — Мурманск          |
| 285                        | Мурманск — Новороссийск    | 286                        | Новороссийск — Мурманск    |
| 293                        | Мурманск — Анапа           | 294                        | Анапа — Мурманск           |